# Thomas Plössel
Thomas Plössel (29 de abril de 1988) é um velejador alemão, medalhista olímpico.

## Carreira

### Rio 2016
Thomas Plössel representou seu país nos Jogos Olímpicos de Verão de 2016, na qual conquistou medalha de bronze na classe 49er, ao lado de Erik Heil. 